# La strada di casa
La strada di casa è una serie televisiva italiana diretta da Riccardo Donna trasmessa su Rai 1 dal 14 novembre 2017. Dal 17 settembre al 29 ottobre 2019 è andata in onda la seconda stagione.

## Trama
La cascina Morra è in festa per la raccolta delle pannocchie destinate al bestiame. Il proprietario dell'azienda, Fausto Morra, è solito fare loschi affari con i fratelli Crespi, ma Paolo Ghilardi, ispettore veterinario della ASL di Torino, si presenta per una visita di controllo a sorpresa. Fausto, stanco delle insistenti richieste di Paolo, chiede aiuto a Ernesto, responsabile ASL che conosce e copre le sue truffe. 
Dopo che Paolo si allontana con Fausto per cercare sua figlia Viola, che si era allontanata, di lui non esistono più tracce. Il giorno seguente Fausto resta vittima di un incidente ed entra in coma.
Trascorsi cinque anni, Fausto si risveglia dal coma e fa fatica a ricordare non solo gli avvenimenti immediatamente precedenti all'incidente, ma anche fatti e persone che ben conosceva. Inoltre, in questo periodo molte cose sono cambiate: la moglie Gloria ha trasformato la tenuta in una sala ricevimenti e ha trovato in Michele, migliore amico e collaboratore di Fausto, un nuovo amore; il figlio Lorenzo ha abbandonato l'allevamento dei bovini per dedicarsi all'agricoltura biologica, anche se la certificazione tarda ad arrivare; la figlia Milena si è legata al fisioterapista Bashir, il quale potrebbe accettare un'interessante proposta di lavoro in Canada; la figlia Viola frequenta adesso il liceo. A casa trova anche Martino, il figlio che non sapeva di aspettare.
Il risveglio di Fausto provoca degli scossoni non solo in famiglia, dove si era raggiunto un nuovo equilibrio, ma anche fuori. Ernesto, ex dirigente della ASL caduto in disgrazia dopo la scomparsa di Paolo, spera di poter ottenere la riabilitazione con la testimonianza di Fausto; i fratelli Crespi invece approfittano dello stato di amnesia confidando a Fausto di essere lui stesso la mente dei loro loschi affari, in questo modo sperano di evitare ulteriori indagini; Veronica vedova di un suo dipendente spera invece di poter ricominciare la loro relazione clandestina.
Mentre la famiglia fatica a trovare i soldi per evitare il fallimento, Fausto decide di sottoporsi ad alcune sedute della dottoressa Madrigali per cercare di recuperare la memoria e capire cosa è davvero successo la notte in cui è scomparso Paolo e capire se è stato davvero lui a ucciderlo.
Fausto viene arrestato quando ammette di aver ucciso Paolo e di aver compiuto delle truffe per salvare l'azienda. In carcere però si ricorda di aver visto il figlio accanto al corpo del veterinario e che per coprirlo lo ha nascosto nella palude. Il figlio invece gli racconta di aver trovato Paolo già morto e che era scappato pensando fosse il padre l'assassino. Fausto causa di proposito un collasso ottenendo i domiciliari e con l'aiuto di Lorenzo e Irene inizia a cercare le prove contro i Crespi. Il PM Giorgi però scopre che Morra non prendeva le medicine in carcere e così gli revoca i domiciliari, ma lui decide di darsi alla latitanza con l'aiuto di Michele che però, d'accordo fin dall'inizio con i Crespi, lo rinchiude in un bagagliaio e manda l'auto allo sfascia carrozze. Fausto riesce a salvarsi e si rifugia da Baldoni scoprendo che Michele ha ucciso Paolo e che vuole prendersi la cascina insieme ai Crespi e tramite la Agrifond, la finanziaria disposta a rilevare alcune quote dell'azienda a patto che non ci fosse alcun Morra a capo e così Lorenzo aveva scelto proprio Michele come presidente. Baldoni pedinandolo lo fotografa con i suoi complici e con l'amministratore della Agrifond. Così Lorenzo lo ricatta e viene portato in un casolare dove i Crespi vogliono ucciderlo, ma viene salvato da Fausto ed Ernesto. Nella fuga i Crespi vengono stesi da Morra che, rimasto ferito, si fa dire tutta la verità da Michele prima dell'intervento della polizia. Nel finale Lorenzo rilancia il birrificio e Fausto riapre gli occhi in ospedale.

## Episodi
| Stagione         | Episodi | Prima TV Italia |
| ---------------- | ------- | --------------- |
| Prima stagione   | 12      | 2017            |
| Seconda stagione | 12      | 2019            |

## Luoghi delle riprese
La maggior parte delle scene è stata girata a Torino e dintorni: Borgo Cornalese (frazione di Villastellone) e Carignano.